# Бланско (округ)
Бла́нско (чеськ. Okres Blansko) — адміністративно-територіальна одиниця в Південноморавському краї Чеської Республіки. Адміністративний центр — місто Бланско.
До округу входить 116 муніципалітетів, з котрих 8 — міста.